# Barbus jae
 Barbus jae és una espècie de peix cipriniforme de la família dels ciprínids.

## Morfologia
Els mascles poden assolir els 3,8 cm de longitud total.

## Distribució geogràfica
Es troba al riu Congo i als rius del sud del Camerun, Guinea Equatorial i Gabon.